# Ferania sieboldii
Genre
Espèce
Synonymes
- Homalopsis sieboldii Schlegel, 1837
- Enhydris sieboldii (Schlegel, 1837)
- Enhydris sieboldi (Schlegel, 1837)
- Feranioides jamnaeticus Carlleyle, 1869

Statut de conservation UICN

 LC  : Préoccupation mineure
Ferania sieboldii, unique représentant du genre Ferania, est une espèce de serpents de la famille des Homalopsidae.

## Répartition
Cette espèce se rencontre :
- en Inde ;
- au Bangladesh ;
- en Birmanie ;
- en Malaisie péninsulaire.

## Étymologie
Cette espèce est nommée en l'honneur de Philipp Franz von Siebold.

## Publications originales
- Gray, 1842 : Monographic Synopsis of the Water Snakes, or the Family of Hydridae. The Zoological Miscellany, vol. 2, p. 59-68 (texte intégral).
- Schlegel, 1837 : Essai sur la physionomie des serpens, La Haye, J. Kips, J. HZ. et W. P. van Stockum, vol. 1 (texte intégral) et vol. 2 (texte intégral).